# Pervis Estupiñán
Pervis Josué Estupiñán Tenorio (21 de gener de 1998) és un futbolista professional equatorià que juga com a lateral esquerre per l'AC Milan.
Com a curiositat, el seu cognom fa referència a la població aragonesa de la franja de ponent Estopanyà, on va néixer per exemple Maria Pau Huguet.

## Carrera de club
Nascut a Esmeraldas, Estupiñán es va incorporar a la formació juvenil de LDU Quito el 2011, als 13 anys. Va ascendir al primer equip abans de la temporada 2015, i va debutar professionalment l'1 de febrer d'aquell any en una victòria a casa per 1-0 contra El Nacional.
Titular indiscutible del club, Estupiñán va ser venut al club de la Premier League Watford el 29 de juliol de 2016, immediatament cedit al Granada CF i assignat a l'equip B d'aquest últim a Segona Divisió B.
L'Estupiñán va debutar a la Liga el 5 d'abril de 2017, començant com a titular en un empat a 0 a casa contra el Deportivo de La Corunya. El 17 de juliol va ser cedit per un any a la UD Almeria de Segona Divisió.
El 9 d'agost de 2018, Estupiñán va acordar un contracte de cessió d'un any amb el RCD Mallorca a la segona divisió. El 3 de juliol següent, després d'aconseguir l'ascens, va signar un contracte de cessió de dos anys amb el CA Osasuna, també acabat d'ascendir.
El 16 de setembre de 2020, Estupiñán va signar un contracte de set anys amb el Vila-real CF per una quota inicial de 15 milions de lliures.

## Carrera internacional
Estupiñán va debutar amb la selecció de l'Equador el 13 d'octubre de 2019 en un amistós contra l'Argentina que va acabar amb una derrota per 6-1.

## Palmarès
Vila-real CF
- 1 Lliga Europa de la UEFA: 2020-21.